# Hauula
Hauula é uma Região censo-designada localizada no estado americano do Havaí, no Condado de Honolulu.

## Demografia
Segundo o censo americano de 2000, a sua população era de 3651 habitantes.

## Geografia
De acordo com o United States Census Bureau tem uma área de 17,6 km², dos quais 15,6 km² cobertos por terra e 2,0 km² cobertos por água. Hauula localiza-se a aproximadamente 305 m acima do nível do mar.

## Localidades na vizinhança
O diagrama seguinte representa as localidades num raio de 16 km ao redor de Hauula.